# 오카야마 가즈키
오카야마 가즈키(일본어: 岡山 和輝, 1994년 2월 16일~)는 일본의 축구 선수이다.

## 구단 경력
그는 2016년 일본 지역 리그의 FC 이마바리에 입단했다. 2017년부터 일본 풋볼 리그로 승격했다. 2019년 일본 풋볼 리그 3위를 기록하여 J3리그로 승격했다. 2022년까지 73경기에 출전하여, 6득점을 넣었다. 2023년 일본 지역 리그의 베로스크로노스 쓰노로 이적했다.